# Battle of the Sexes (Album)
Battle of the Sexes ist das achte Soloalbum des US-amerikanischen Rappers Ludacris. Es erschien am 9. März 2010 über die Labels Disturbing tha Peace und Def Jam Recordings.

## Titelliste
| #  | Titel                 | Gastmusiker          | Produzent              | Länge |
| -- | --------------------- | -------------------- | ---------------------- | ----- |
| 1  | Intro                 |                      | Xcel                   | 1:28  |
| 2  | How Low               |                      | T-Minus                | 3:21  |
| 3  | My Chick Bad          | Nicki Minaj          | The Legendary Traxster | 3:36  |
| 4  | Everybody Drunk       | Lil Scrappy          | DJ Monday              | 4:10  |
| 5  | I Do It All Night     |                      | B Crucial, Tony Dinero | 4:41  |
| 6  | Sex Room              | Trey Songz           | Kajun                  | 5:30  |
| 7  | I Know You Got a Man  | Flo Rida, Ester Dean | Infinity               | 4:03  |
| 8  | Hey Ho                | Lil’ Kim, Lil Fate   | Khao                   | 4:12  |
| 9  | Party No Mo           | Gucci Mane           | Bangladesh             | 4:21  |
| 10 | B.O.T.S. Radio        | I-20                 | The Runners            | 4:56  |
| 11 | Can’t Live with You   | Monica               | Khao                   | 4:19  |
| 12 | Feelin’ So Sexy       |                      | Gaggie                 | 3:29  |
| 13 | Tell Me a Secret      | Ne-Yo                | Swizz Beatz            | 4:18  |
| 14 | My Chick Bad (Remix)  | Diamond, Trina, Eve  | The Legendary Traxster | 3:23  |
| 15 | Sexting (Bonus-Track) |                      | The Neptunes           | 4:43  |

## Rezeption

### Chartplatzierungen
Battle of the Sexes stieg auf Platz 1 der US-amerikanischen Billboard 200 ein. Es konnte sich 29 Wochen in den Album-Charts halten. In der Schweiz erreichte das Album Rang 82 der Hitparade.

### Auszeichnungen
Das Album erhielt für mehr als 500.000 verkaufte Einheiten in den USA eine Goldene Schallplatte.

| Land/Region               | Auszeichnungen für Musikverkäufe (Land/Region, Auszeichnung, Verkäufe) | Verkäufe |
| ------------------------- | ---------------------------------------------------------------------- | -------- |
| Vereinigte Staaten (RIAA) | Gold                                                                   | 500.000  |
| Insgesamt                 | 1× Gold ·                                                              | 500.000  |

### Kritik
Die E-Zine Laut.de bewertete Battle of the Sexes mit drei von möglichen fünf Punkten. Aus Sicht der Redakteurin Dani Fromm sei Battle of the Sexes zwar „inhaltlich überschaubar“, biete aber „dennoch ordentliche Unterhaltung mit reichlich Witz.“ Die Produktionen zeichnen sich durch „‚Hey Ho‘-Gebrüll, gechoppter, gescrewter, gepitchter und gebetsmühlenartig wiederholter Zeilen“ aus, wodurch ein „mitreißende[r] wie hypnotische[r] Sound“ entsteht. Ausnahmen bilden durch die „gruselige Sing-a-long-Hookline“ I Know You Got A Man sowie das Lied Sex Room, das eine „ermüdende Überlänge“ aufweise. Die Gastbeiträge werden mehrheitlich schlecht bewertet. So verblasse etwa „Hip Hop-Barbie“ Nicki Minaj an der Seite von Ludacris. Gemeinsam mit Monica, die auf Can’t Live with You den Gesangsbeitrag übernimmt, liefere der Rapper ein „in seiner Absehbarkeit weitgehend überflüssiges Beispiel für die herrschende Rollenverteilung.“